# ابریشم‌دم
ابریشم‌دم (نام علمی: Lamprolia) نام یک سرده از خانواده مگس‌گیر شهریار است.
ابریشم‌دم‌ها بومی انحصاری فیجی است.